# Улица Маршала Малиновского (Москва)
Улица Ма́ршала Малино́вского — московская улица в районе Щукино Северо-Западного административного округа. Расположена между улицами Берзарина и Народного Ополчения.

## Происхождение названия
В 1975 году юго-восточная часть 7-й улицы Октябрьского Поля была переименована в честь Родиона Яковлевича Малиновского (1898—1967) — Маршала Советского Союза, дважды Героя Советского Союза, участника 1-й мировой и Гражданской войн. В ходе Великой Отечественной войны командовал корпусом, армиями, фронтами. В 1945—1956 годах на Дальнем Востоке командовал фронтом, военными округами. Позже главком сухопутных войск, в 1957—1967 годах министр обороны СССР. Северо-западная часть 7-й улицы Октябрьского Поля тогда же стала улицей Маршала Мерецкова.

## Описание
Улица Маршала Малиновского начинается от улицы Берзарина, проходит на север, слева от неё отходит улица Ирины Левченко, заканчивается на улице Народного Ополчения примерно напротив улицы Маршала Мерецкова, с которой раньше составляла одну улицу.

## Учреждения и организации
по нечётной стороне:
- № 7 — Центр культуры и искусств Щукино, открытый в 2019 году. Ранее на этом месте стоял деревянный дом культуры «Октябрь», построенный в 1937 году. В 2011 году он сгорел, а позже был снесён[1].

по чётной стороне:
- № 8 — каркасно-панельный жилой дом, построенный в конце 1980-х годов (архитектор А. М. Половников)[2]. На фасаде, выходящем на пересечение улиц Маршала Бирюзова и Народного Ополчения, большими навесными буквами нанесена надпись «Щукино». На 1-2-м этажах — магазины и различные организации. В доме размещается Московский фондовый центр (отделение Октябрьское Поле).